# 珊瑚补血草
珊瑚补血草（学名：Limonium coralloides）为白花丹科补血草属下的一个种。

## 扩展阅读
維基物種上的相關：珊瑚补血草